# Paradise Alley: La cocina del infierno
Paradise Alley: la cocina del infierno (título original: Paradise Alley) es una novela de Sylvester Stallone, publicada en 1978. Fue adaptada al cine con el título Paradise Alley y se estrenó el 22 de septiembre de 1978. Fue dirigida y protagonizada por el propio Stallone, además de contar con las actuaciones de Armand Assante, Anne Archer, Kevin Conway, Tom Waits y Joe Spinell. La historia del luchador tratando de hacerse un nombre en el mundo del deporte inspiró a Stallone al momento de escribir el guion de su obra más famosa: Rocky.

## Sinopsis
La novela narra la historia de los hermanos Carboni en el verano de 1946, recién finalizada la Segunda Guerra Mundial, en el marco de un barrio de inmigrantes italianos en Nueva York. El menor de los hermanos, Víctor, inicia una carrera en la lucha libre alentado por Lenny, su mánager y administrador, y Cosmo, su entrenador, esperando salir de la pobreza y hacerse un nombre en la historia del deporte estadounidense.